# Coors Field
Coors Field – stadion baseballowy w Denver w stanie Kolorado, na którym swoje mecze rozgrywa zespół Colorado Rockies.
Budowę obiektu rozpoczęto w 1992 roku i ukończono w 1995. Podczas prac budowlanych natrafiono na pozostałości dinozaurów i z tego względu początkowo planowano nazwać obiekt Jurrasic Park. Pierwszy mecz Rockies rozegrali 25 kwietnia 1995 przeciwko New York Mets. W 1998 był areną 69. Meczu Gwiazd. Jest drugim co do wielkości stadionem w National League.